# Passador de corbata
|  | No s'ha de confondre amb Agulla de corbata. |

El passador, agafador o travador de corbata és un accessori, una gafa en forma de doble barreta plana oberta per un extrem, que manté la corbata tot fixant-la a la camisa i garantint que pengi ben dreta. El català passador de corbata equival a l'anglès tie bar, tie clip, tie pin; a l'espanyol pasador de corbata; al francès fixe-cravate, pince à cravate o pince-cravate; etc.

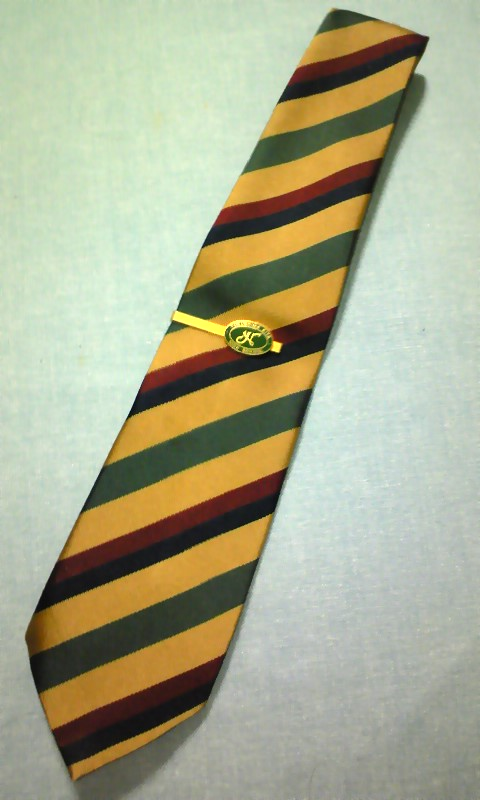
Passador de corbata col·locat

El passador de corbata tingué el màxim apogeu en la dècada de 1920, a partir de la qual arraconà la tradicional agulla de corbata. És menys subtil que aquesta, més gros i visible, però d'ús més simple, generalment de preu més accessible; A més, evita de punxar la corbata i, per tant, de malmetre-la.
Alhora que útil, el passador de corbata és també un accessori decoratiu; tradicionalment metàl·lic, avui dia també pot ésser peça de bijuteria, o de material plàstic, etc.
Un sistema alternatiu de mantenir la corbata subjecta és la cadena de corbata.